# Gyula Zsivótzky
Gyula Zsivótzky (Budapest, 25 febbraio 1937 – Budapest, 29 settembre 2007) è stato un martellista ungherese.

## Biografia
Uno dei massimi lanciatori di martello della storia dell'atletica, ha vinto l'oro olimpico nel 1968, "disintegrando" il primato dei Giochi e portandolo da m. 69.74 a ben m.73.36, oltre a guadagnarsi tre medaglie d'argento fra Olimpiadi e campionati d'Europa.  In  più, ha vinto anche un altro fondamentale oro ai Campionati d'Europa di Belgrado 1962, occasione in cui evidenziò grande tempra di lottatore combattivo e capace di concentrarsi ottimamente, stabilendo nel corso della gara, colla misura di m.69,64, il nuovo primato europeo.
Emblematica poi, soprattutto, la sua vittoria olimpica del 1968, a pochi giorni dalla repressione della primavera di Praga, che richiamava certo alla mente la rivolta ungherese del 1956, schiacciata nel sangue dai carri armati sovietici: Gyula Zsivótzky riuscì a rimontare quasi alla fine senza mai scoraggiarsi, pur opposto ad un rivale agguerritissimo e considerato pressoché imbattibile fino ad allora, vincendo al quinto lancio appunto contro il sovietico Romual'd Klim, campione uscente; ottenne per giunta il nuovo primato delle Olimpiadi, a metri 73.36.
Zsivòtzky, oltre a quello citato europeo del 1962, nel lancio del martello ha stabilito anche due primati mondiali: con m. 73,74 nel 1965 a Debrecen, poi con m.73,76 nel 1968. Specialmente il primo è degno di nota: un'impresa atletica davvero al di fuori del comune, storica e proprio straordinaria, se si tien conto che il record assoluto precedente, un m. 71,26 dello statunitense Harold Connolly, venne superato il 4 settembre dall'ungherese di ben 248 centimetri, il massimo progresso d'ogni epoca nella specialità in una sola volta.